# رالف بي كوزينز
رالف بي كوزينز (بالإنجليزية: Ralph P. Cousins)‏ هو عسكري أمريكي، ولد في 1 ديسمبر 1891، وتوفي في 15 مارس 1964.